# Karin Everschor-Sitte
Karin Everschor-Sitte (geboren 12. April 1984 in Köln als Karin Everschor) ist eine deutsche Physikerin. Sie ist Professorin für Theoretische Physik an der Universität Duisburg-Essen.

## Leben und Ausbildung
Everschor-Sitte besuchte das Dreikönigsgymnasium in Köln und studierte Mathematik und Physik auf Diplom an der Universität zu Köln. Nach dem Diplom promovierte sie zwischen 2009 und 2012 in Köln bei Achim Rosch mit einer Arbeit über Current-Induced Dynamics of Chiral Magnetic Structures.
Anschließend hatte sie Post-Doc-Stellen an der TU München, der University of Texas at Austin sowie der Johannes Gutenberg-Universität Mainz.
Von 2016 bis 2021 leitete sie eine Emmy Noether-Forschungsgruppe an der Universität Mainz.
2021 wurde sie Professorin für Theoretische Physik an der Universität Duisburg-Essen.
Everschor-Sitte ist verheiratet und hat zwei Kinder.

## Wissenschaftliche Arbeiten
Die von ihr geleitete Arbeitsgruppe TWIST – Topologische Wirbel in der SpinTronik erforscht magnetische Skyrmionen und deren praktische Erzeugung, was in der Spintronik praktische Anwendung finden könnte.

## Ehrungen und Auszeichnungen
2018 erhielt Everschor-Sitte den Hertha-Sponer-Preis für ihre Arbeiten zum theoretischen Verständnis und zur gezielten Erzeugung von Skyrmionen. Von 2016 bis 2021 leitete sie im Rahmen des Emmy-Noether-Programms eine Arbeitsgruppe an der Universität Mainz.